# Sakebaro
Der Sakebaro war ein königlicher Beamter im Salfränkischen Reich. Seine genaue Aufgabe und Bedeutung, aber auch die Hierarchie konnte bis heute nicht abschließend gedeutet werden. In der Lex Salica wird er genannt, dass „nicht mehr als drei an einem Malberg sein sollen“. 
Die Herleitung der Aufgabe des Sakebaros aus dem Kompositum ist trotz umfangreicher Bemühungen bislang nicht gelungen. Der erste Teil Sake soll vom gotischen saio hergeleitet werden können, sodass die Bedeutung als „Gefolgsmann“ oder „niederer Beamter“ angenommen werden könnte. Nach anderer Auffassung handele es sich bei Sake um eine Ableitung von der germanischen Wurzel des Begriffs „sagen“ ab. Die Bedeutung „Gerichtsansager“ liege dann nicht fern. Im Spanischen findet sich das Wort sayón, das einen Gerichtsdiener bezeichnet. 
Andere wiederum sehen einen Zusammenhang zum gotischen sakja („Streiter“) und es könnte ferner eine Nähe zum althochdeutschen sahha („Prozess“) bestehen. 
Deutlich ist aber wenigstens der zweite Bestandteil des Kompositums. Denn baro bezeichnet den freien Mann. Die Lex Salica nennt ihn auf einer Stufe mit dem Untergrafen (Obgrafio) bzw. auf einer Stufe mit dem Grafen. 